# Odverem
Odverem – wieś w Rumunii, w okręgu Alba, w gminie Lopadea Nouă. W 2011 roku liczyła 38 mieszkańców.